# Minšuku

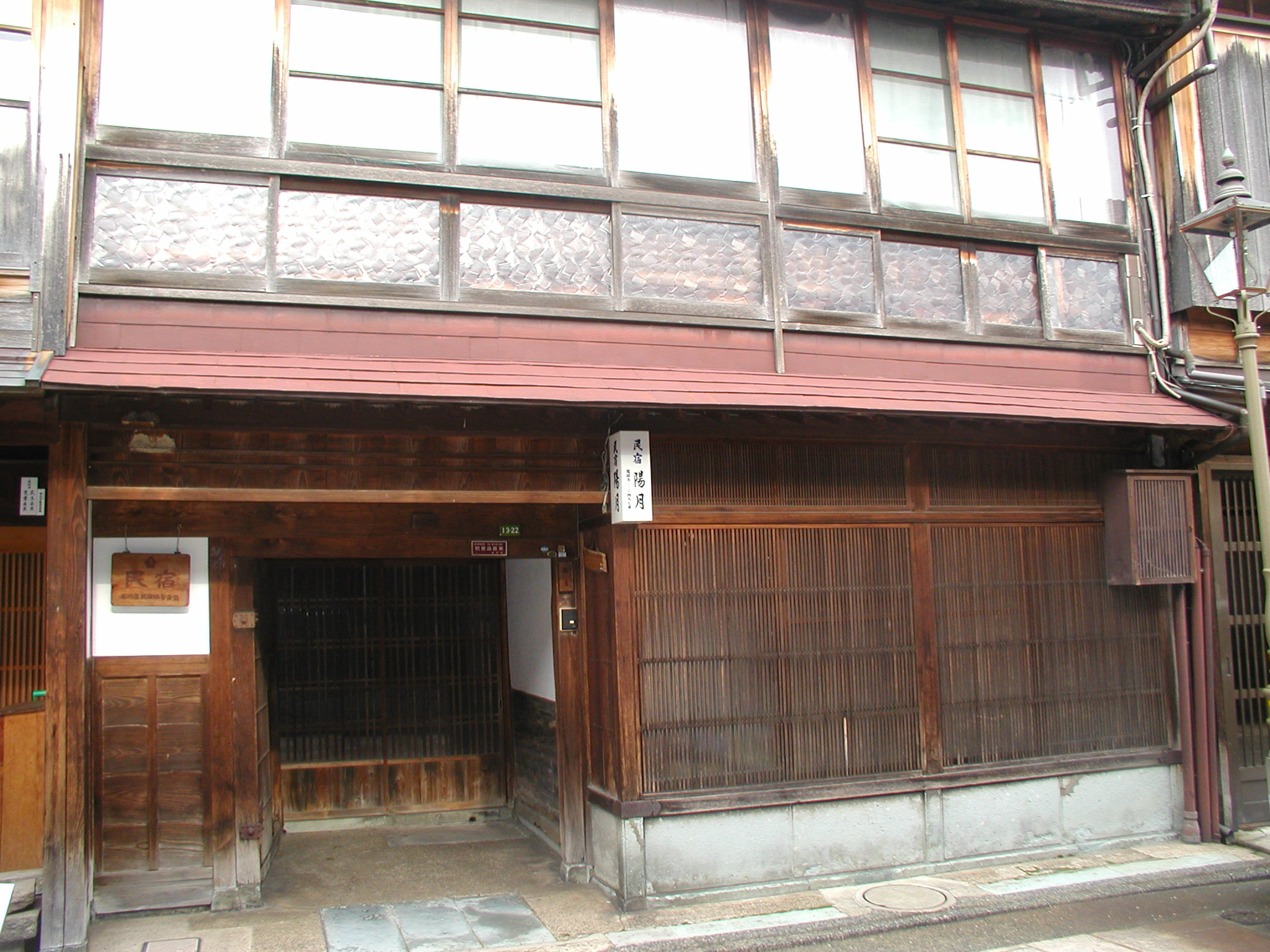
minšuku

Minšuku (japonsky 民宿) je jednoduché japonské ubytovací zařízení typu penzion.
Japonská rodina někdy zpřístupní hostům i svou domácnost, přičemž hosté jsou považováni za součást rodiny. Na rozdíl od rjokanu si futony (matrace; 布団) host rozkládá a skládá sám.